# Jimmy McPartland
Jimmy McPartland (Chicago, 1907. március 15. – Port Washington, 1991. március 13.) amerikai kornettes. Hagyományos chicagói dzsesszt játszott. Eddie Condon, Art Hodes, Gene Krupa, Benny Goodman, Jack Teagarden, Tommy Dorsey rendszeres zenésztársa volt. Gyakran saját zenekarait vezette.

## Életpályája
McPartland ötévesen korától tanult hegedülni, tizenötévesen pedig az Austin High Gang tagjaként kornetten játszott egy fiatal fehér zenészekből álló együttes tagjaként, akikkel a középiskolában ismerkedett meg.
Első profi munkája Bud Freemannel volt. 1924-ben Bix Beiderbecke ajánlásával az utódja a Wolverines együttesben. 1927 és 1929 között Ben Pollack zenekarának szólistája volt Benny Goodman mellett. 1926-27-ben Art Kassellel dolgozott, 1927-ben pedig részt vett a McKenzie and Condon's Chicagoans zenészeinek híressé vált felvételein. 1929-ben New Yorkba ment, ahol néhány comboban játszott, aztán 1930-ban visszatért Chicagóba, ahol 1931-1935 között a Harry Reser Band tagja volt.
1936-1941 között McPartland saját zenekarát vezette, és népszerű volt Közép-Nyugaton és New Yorkban. Ebben játszott George Wettling, Joe Harris, Rosie McHargue, Royce Brown és Joe Rushton.
1942-ben besorozták az amerikai hadseregbe. Részt vett a normandiai partraszállásban. Leendő feleségét, Marian McPartland angol dzsesszzongoristát katonaként ismerte meg Belgiumban. A háború után tagja volt a Willie The Lion Smith zenekarnak. 1946-ban feleségével visszaköltözött az Egyesült Államokba. Bár 1970-ben elváltak, barátok maradtak, és továbbra is együtt játszottak. Néhány héttel a halála előtt újra összeházasodtak. Nem sokkal 84. születésnapja előtt tüdőrákban halt meg.
Egész életében a Bix Beiderbecke által ráhagyott kornetten játszott.

## Albumok
- After Hours (1956)
- Dixieland Now and Then (1956)
- The Middle Road (1956)
- The Music Man Goes Dixieland (1958)
- Play TV Themes with Marian McPartland (1960)
- That Happy Dixieland Jazz (1960)
- Meet Me in Chicago with Art Hodes (1960)
- Dixieland! (1968)
- The McPartlands Live at the Monticello with Marian McPartland (1972)
- Swingin (1973)
- Wanted! (1977)
- Tony Bennett/The McPartlands and Friends Make Magnificent Music (1977)
- One Night Stand (1986)
- On Stage (2001)
- Jazzmeeting in Holland with Bud Freeman, Ted Easton (2003)
- Chicagoans Live in Concert (2006)

## Díjak
- 1992: Big Band and Jazz Hall of Fame(wd)